# Förmänsklig etik

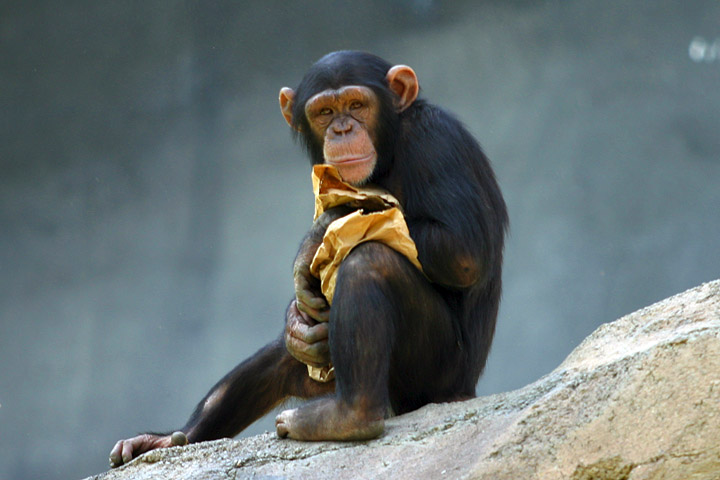
Schimpanser delar 99,4% av sina gener med den moderna människan.

Förmänsklig etik är etik hos icke-mänskliga djur från tiden innan den moderna människan utvecklades. Bland dessa inkluderas även människans evolutionära föregångare. Eftersom det inte finns någon historisk dokumentation av denna förmänskliga etik (skrivkonsten är ju unik för människan) är forskare hänvisade till att studera de grupper av djur som idag lever i flock, däribland särskilt apor. Med hjälp av evolutionsteorin kan man rekonstruera hur förmänskliga djur troligtvis betedde sig, i etisk betydelse. Föräldrar som hjälper sina barn ökar exempelvis chanserna att sprida sin avkomma, även om detta inte uttömmande förklarar de etiska handlingarna.
Eftersom socialt liv ställer vissa grundläggande krav på medlemmarna av gruppen, kan man finna att det finns underförstådda regler för uppträdande inom olika djurgrupper. Det är exempelvis ytterst sällsynt att djur oprovocerat attackerar medlemmar ur sin egen flock, och när de gör det, går striden nästan aldrig så långt att någon dör. Det vanligaste är att det svaga djuret underdånigt visar att han eller hon ger upp, varpå segraren låter bli att tillfoga ytterligare skada.
Det finns många observationer av biologisk altruism, det vill säga att djur utför handlingar som individen själv riskerar att förlora på, men andra gynnas av. Dock har sällan eller aldrig starkt altruistiskt beteende observerats bland djur, som gynnar icke nära släktingar till individen men missgynnar gener som är unika för individens närmaste släkt. Exempel på altruism är babianer som uppehåller rovdjur så att resten av gruppen kan retirera. Vargar och vilda hundar tar med sig kött till de medlemmar som inte närvarade vid jakten. Gibboner och schimpanser delar med sig av mat till andra, och delfiner hjälper andra sjuka eller skadade delfiner att simma och ta sig upp till ytan och andas. Många observationer finns av djur som adopterar föräldralösa ungar, även från andra arter. I flera av dessa fall har man ändå kunnat identifiera hur även adoptivföräldern kan få fördel av detta.
Eftersom altruism bland djur sällan eller aldrig tycks ske utan biologisk vinning, antingen på den genetiska nivån eller i form av motprestation, så är det inte "äkta" altruism. Enligt vissa filosofer är äkta altruism ungefär samma sak som psykologisk altruism, som kan vara motiverad av normer och ideologier, vilket ofta har observeras bland människor; enligt andra är psykologisk altruism inte äkta eftersom den motiveras av människans interna belöningssystem.